# جيليان إدواردز
جيليان إدواردز (بالإنجليزية: Jillian Edwards)‏ هي كاتبة غنائية أمريكية، ولدت في 28 نوفمبر 1988 في دالاس في الولايات المتحدة.

## وصلات خارجية
- جيليان إدواردز على موقع ميوزك برينز (الإنجليزية)
- جيليان إدواردز على موقع أول ميوزيك (الإنجليزية)
- جيليان إدواردز على موقع ديسكوغز (الإنجليزية)